# Arrangement de Lisbonne
Pour les articles homonymes, voir Traité de Lisbonne (homonymie).
- Arrangement de Lisbonne et acte de Genève
- Arrangement de Lisbonne
- Arrangement de Lisbonne et acte de Genève en tant que membre de l'UE
- Arrangement de Lisbonne et acte de Genève de plein droit et en tant que membre de l'UE ou de l'OAPI
- Acte de Genève en tant que membre de l'UE ou de l'OAPI
- Acte de Genève

L'arrangement de Lisbonne concernant la protection des appellations d'origine et leur enregistrement international (arrangement de Lisbonne ou traité de Lisbonne) est un traité de droit public international conclu en 1958 à Lisbonne, Portugal. L'arrangement a pour but de protéger les appellations d'origine, définies comme « dénomination géographique d'un pays, d'une région ou d'une localité servant à désigner un produit qui en est originaire et dont la qualité ou les caractères sont dus exclusivement ou essentiellement au milieu géographique, comprenant les facteurs naturels et les facteurs humains. »,
L'arrangement a été révisé à Stockholm, Suède en 1967 et modifié en 1979. En 2015, l'acte de Genève de l'arrangement de Lisbonne sur les appellations d'origine et les indications géographiques (acte de Genève) est adopté. L'acte vise à « moderniser et à améliorer le système d'enregistrement international actuel » prévu par l'arrangement de Lisbonne et à introduire certaines flexibilités. L'acte de Genève permet aussi de prendre en considération les accords de propriété intellectuelle de l'Organisation mondiale du commerce tels que l'ADPIC, ou les accords multilatéraux.

## Historique
Un comité d'experts à Berne en 1955, siège de l'Union avant son déménagement à Genève, appelle à moderniser les textes de la propriété intellectuelle par une nouvelle convention de l'Union internationale pour la protection de la propriété industrielle, la dernière ayant eu lieue à Londres en 1934.
Les séances plénières de la convention ont lieu au Pavillo da Feira das Industrias Portuguesas de Lisbonne du 6 au 31 octobre 1958. Une quarantaine de pays unionistes était représentée ainsi que plusieurs institutions internationales.
La convention de Paris de 1883 et l'arrangement de Madrid de 1891 furent révisés. L'arrangement de Lisbonne est créé.
Les votes portent notamment sur la protection des emblèmes et des armoiries, sur les langues de travail du Bureau (l'espagnol et l'anglais se rajoutent au français), la dotation financière de l’union, un conseil intergouvernemental pour l'Union, la clarification que les législations nationales doivent s’adapter au texte de la convention, les dépôts des brevets, la modalité des priorités de brevets, le délai de grâce étendu à six mois, le renforcement de la protection temporaire dans les cadres d'expositions, la protection des marques de service ou la protection des dessins et modèles industriels.
La clause juridictionnelle avec la Cour internationale de justice et la suppression de déchéance de brevets pour défaut d'exploitation sont rejetés. La brevetabilité des produits chimiques divise l’union et n'est qu'une recommandation,,,.

## Fonctionnement
Les deux traités forment le Système international de protection des appellations d’origine et des indications géographiques dit système de Lisbonne formé par les États membres de l'union de Lisbonne établie selon l'Article 19 de la convention de Paris pour la protection de la propriété industrielle (1883).
Les traités établissent un registre international des appellations d'origine et indications géographiques, administré par l'Organisation mondiale de la propriété intellectuelle (OMPI). Les enregistrements sont publiés dans un Bulletin officiel et sont accessibles via une base de données.
À compter de l’enregistrement d'un terme à la demande d’une partie contractante, chacune des autres parties contractantes dispose d’un délai d’un an pour éventuellement refuser la protection sur son territoire. Les motifs d’un tel refus doivent être explicites.
Les parties contractantes de l’acte de Genève doivent protéger les termes enregistrés contre l’utilisation de ces termes en lien aussi bien avec d'autres produits du même type que, sous certaines conditions, avec des produits ou services qui ne sont pas du même type, et contre tout usage qui équivaudrait à une imitation de l’appellation d’origine ou de l’indication géographique.

## Système de Lisbonne
Initialement, seuls les États parties à la convention de Paris pouvaient adhérer à l'union de Lisbonne. En 2015, l'acte de Genève a ouvert le système de Lisbonne à l’adhésion des États parties à la convention instituant l’OMPI et à certaines organisations intergouvernementales. Cela a notamment permis l’adhésion de l'Organisation africaine de la propriété intellectuelle (OAPI) et de l’Union européenne.
Avec la ratification de la Moldavie le 11 juillet 2024, l'acte de Genève compte 25 parties contractantes et couvre 60 pays. Le système de Lisbonne dans son ensemble couvre 73 pays.
| Pays ou organisation intergouvernementale                    | Arrangement de Lisbonne             | Acte de Stockholm                 | Acte de Genève                                                  |  |
| ------------------------------------------------------------ | ----------------------------------- | --------------------------------- | --------------------------------------------------------------- |  |
| Albanie                                                      | 8 mai 2019                          | 8 mai 2019                        | 26 février 2020                                                 |  |
| Algérie                                                      | 5 juillet 1972                      | 31 octobre 1973                   |                                                                 |  |
| Bosnie-Herzégovine                                           | 4 juillet 2013                      | 4 juillet 2013                    | Signé                                                           |  |
| Bulgarie                                                     | 12 août 1975                        | 12 août 1975                      | En tant que membre de l'UE                                      |  |
| Burkina Faso                                                 | 2 septembre 1975                    | 2 septembre 1975                  | Signé, aussi couvert en tant que membre de l'OAPI               |  |
| Cap-Vert                                                     |                                     |                                   | 6 juillet 2022                                                  |  |
| Cambodge                                                     |                                     |                                   | 26 février 2020                                                 |  |
| Congo                                                        | 16 novembre 1977                    | 16 novembre 1977                  | Signé, aussi couvert en tant que membre de l'OAPI               |  |
| Corée du Nord                                                | 4 janvier 2005                      | 4 janvier 2005                    | 26 février 2020                                                 |  |
| Costa Rica                                                   | 30 juillet 1997                     | 30 juillet 1997                   | Signé                                                           |  |
| Côte d'Ivoire                                                |                                     |                                   | 15 mars 2023, aussi couverte en tant que membre de l'OAPI       |  |
| Cuba                                                         | 25 septembre 1966                   | 8 avril 1975                      |                                                                 |  |
| Djibouti                                                     |                                     |                                   | 13 mai 2024                                                     |  |
| Espagne                                                      | Signé                               |                                   | En tant que membre de l'UE                                      |  |
| France                                                       | 25 septembre 1966                   | 12 août 1975                      | 21 avril 2021, aussi couverte en tant que membre de l'UE        |  |
| Gabon                                                        | 10 juin 1975                        | 10 juin 1975                      | Signé, aussi couvert en tant que membre de l'OAPI               |  |
| Géorgie                                                      | 23 septembre 2004                   | 23 septembre 2004                 |                                                                 |  |
| Ghana                                                        |                                     |                                   | 3 février 2022                                                  |  |
| Grèce                                                        | Signé                               |                                   | En tant que membre de l'UE                                      |  |
| Haiti                                                        | 25 septembre 1966                   |                                   |                                                                 |  |
| Hongrie                                                      | 23 mars 1967                        | 31 octobre 1973                   | 10 septembre 2021, aussi couverte en tant que membre de l'UE    |  |
| Iran                                                         | 9 mars 2006                         | 9 mars 2006                       |                                                                 |  |
| Israël                                                       | 25 septembre 1966                   | 31 octobre 1973                   |                                                                 |  |
| Italie                                                       | 29 décembre 1968                    | 24 avril 1977                     | Signé, aussi couverte en tant que membre de l'UE                |  |
| Laos                                                         |                                     |                                   | 20 février 2021                                                 |  |
| Macédoine du Nord                                            | 6 octobre 2010                      | 6 octobre 2010                    |                                                                 |  |
| Mali                                                         |                                     |                                   | Signé, aussi couvert en tant que membre de l'OAPI               |  |
| Maroc                                                        | Signé                               |                                   |                                                                 |  |
| Mexique                                                      | 25 septembre 1966                   | 26 janvier 2001                   |                                                                 |  |
| Moldavie                                                     |                                     | 5 avril 2001                      | 11 octobre 2024,                                                |  |
| Montenegro                                                   | 3 juin 2006                         | 3 juin 2006                       | 10 octobre 2024,                                                |  |
| Nicaragua                                                    | 15 juin 2006                        | 15 juin 2006                      | Signé                                                           |  |
| Oman                                                         |                                     |                                   | 30 juin 2021                                                    |  |
| Organisation africaine de la propriété intellectuelle (OAPI) |                                     |                                   | 15 mars 2023                                                    |  |
| Pérou                                                        | 16 mai 2005                         | 16 mai 2005                       | 18 octobre 2022                                                 |  |
| Portugal                                                     | 25 septembre 1966                   | 17 avril 1991                     | 18 janvier 2024, aussi couvert en tant que membre de l'UE       |  |
| République dominicaine                                       | 17 janvier 2020                     | 17 janvier 2020                   |                                                                 |  |
| République tchèque                                           | 1er janvier 1993                    | 1er janvier 1993                  | 2 septembre 2022, aussi couverte en tant que membre de l'UE     |  |
| Roumanie                                                     | Signé                               |                                   | Signé, aussi couverte en tant que membre de l'UE                |  |
| Russie                                                       |                                     |                                   | 11 août 2023                                                    |  |
| Samoa                                                        |                                     |                                   | 26 février 2020                                                 |  |
| Sao Tomé-et-Principe                                         |                                     |                                   | 2 novembre 2023                                                 |  |
| Sénégal                                                      |                                     |                                   | 5 décembre 2023, également couvert en tant que membre de l'OAPI |  |
| Serbie                                                       | 1er juin 1999                       | 1er juin 1999                     |                                                                 |  |
| Slovaquie                                                    | 1er janvier 1993                    | 1er janvier 1993                  | 9 octobre 2024, aussi couverte en tant que membre de l'UE       |  |
| Suisse                                                       |                                     |                                   | 1er décembre 2021                                               |  |
| Tchécoslovaquie                                              | 25 septembre 1966- 1er janvier 1993 | 31 octobre 1973- 1er janvier 1993 |                                                                 |  |
| Togo                                                         | 30 avril 1975                       | 30 avril 1975                     | Signé, également couvert en tant que membre de l'OAPI           |  |
| Tunisie                                                      | 31 octobre 1973                     | 31 octobre 1973                   | 6 juillet 2023                                                  |  |
| Turquie                                                      | Signé                               |                                   |                                                                 |  |
| Union européenne (UE)                                        |                                     |                                   | 26 février 2020                                                 |  |